# Friedrich Eberhard Boysen

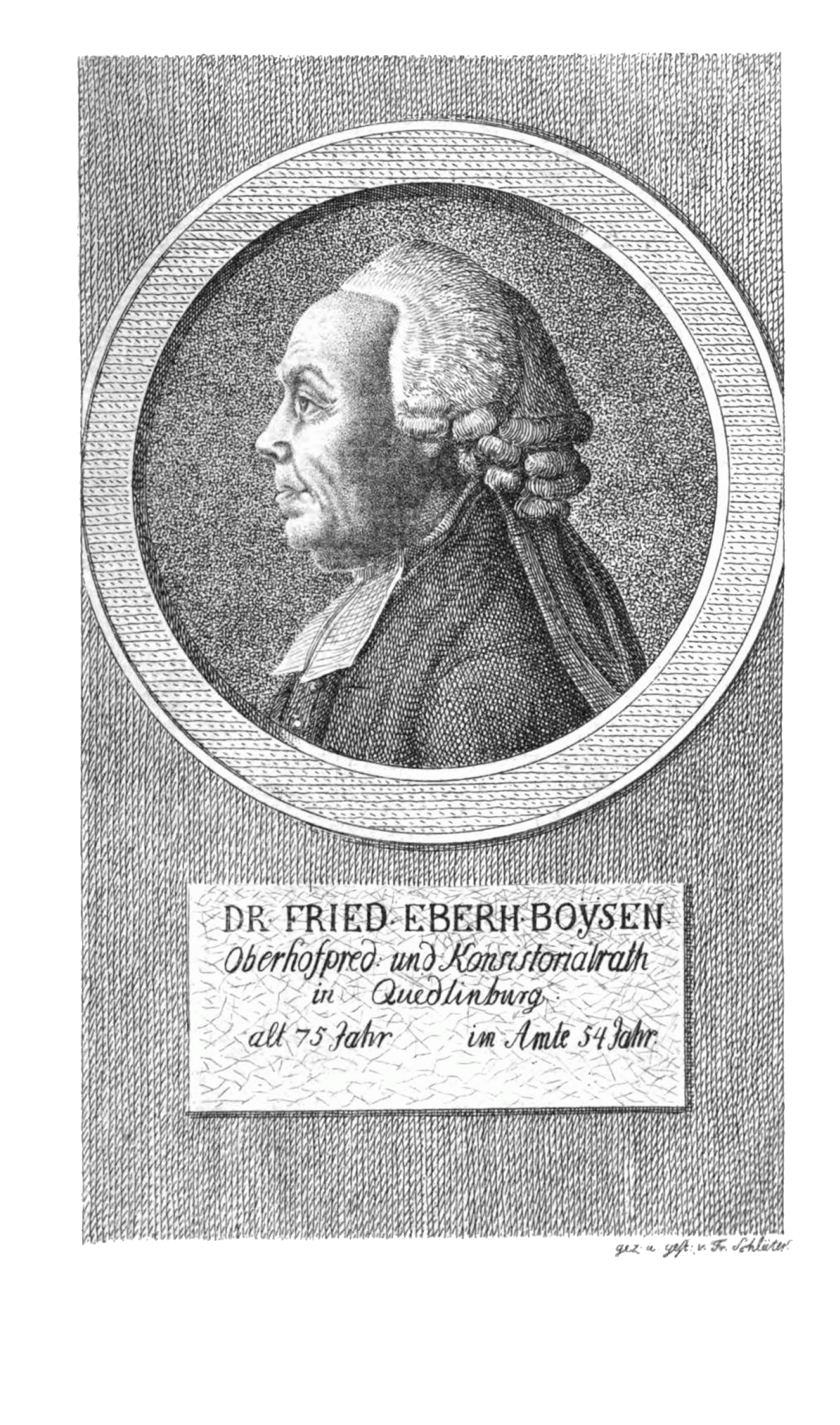
Friedrich Eberhard Boysen

Friedrich Eberhard Boysen (* 7. April 1720 in Halberstadt; † 4. Juni 1800 in Quedlinburg) war deutscher evangelischer Theologe, Orientalist und Koran-Übersetzer.

## Leben und Wirken
Nach dem Besuch des Gymnasiums in Magdeburg studierte Friedrich Eberhard Boysen seit 1737 Evangelische Theologie an der Universität Halle. Während seines Studiums erwarb er durch den dort lehrenden Orientalisten und Theologen Christian Benedikt Michaelis gute Kenntnisse der orientalischen Sprachen. Bereits 1739 konnte er dort bei Prof. Michaelis promovieren, wobei er sich in seiner Dissertation mit dem Koran beschäftigte. Während seines Studiums wurde er bekannt mit Johann Joachim Winckelmann, den er 1741 auf eine Konrektorenstelle der Lateinschule in Seehausen empfahl. Noch im selben Jahr wurde Boysen jedoch Diakon an der St.-Johannis-Kirche in Magdeburg, wo er 1750 zum Archidiakon aufstieg. 1760 wechselte er auf die Stelle des Oberpfarrers und Hofpredigers an der Stiftskirche St. Servatius in Quedlinburg. Nebenamtlich wirkte er als Konsistorialrat und Inspektor des fürstlichen Gymnasiums.
Neben seinen kirchlichen Tätigkeiten veröffentlichte Boysen mehrere historische und theologische Schriften. Im Geiste der lutherischen Orthodoxie wandte er sich unter anderem gegen Christian Thomasius, Johann Christian Edelmann und Karl Friedrich Bahrdt. Sein Hauptwerk war jedoch eine Übersetzung des Korans aus dem Arabischen in die deutsche Sprache. Sie erschien erstmals 1773 (kurz zuvor war bereits eine Übersetzung von David Friedrich Megerlin gedruckt worden). Sie wurde sehr positiv aufgenommen, so von dem Dichter Johann Wilhelm Ludwig Gleim, mit dem Boysen bekannt war. 1775 erschien eine zweite Auflage. Eine dritte Ausgabe erschien nach Boysens Tod im Jahre 1828.

## Schriften (Auswahl)
- Kritische Erläuterungen des Grundtextes der heiligen Schriften Neues Testaments aus der syrischen Übersetzung. Drei Teile. Biesterfeld, Quedlinburg 1761/1762.
- Beyträge zu einem richtigen System der hebräischen Philologie. Drei Teile. Stößel, Leipzig 1762/1763.
- Grundriss des Lebens und der Thaten Jesu. Quedlinburg 1765.
- Philologische Bibliothek für die niedern Schulen. Drei Teile. Biesterfeld, Quedlinburg 1766.
- (Hrsg.): Die Allgemeine Welthistorie, die in England durch eine Gesellschaft von Gelehrten ausgefertigt worden (insg. 27 Bände). Gebauer, Halle 1767–1790.
- (Übers.): Der Koran oder das Gesetz für die Muselmänner nebst einigen feyerlichen koranischen Gebeten. Gebauer, Halle 1773 (2. verbesserte Aufl. 1775) (Digitalisat).
- Elementarbuch für Kinder in deutschen Schulen. 2. Aufl. Reussner, Halle/S. 1777 (Digitalisat).
- Eigene Lebensbeschreibung. Ernst, Quedlinburg 1795 (Teil I: Digitalisat, Teil II: Digitalisat).